# 高橋優
高橋 優（たかはし ゆう、1983年〈昭和58年〉12月26日 - ）は、日本のシンガーソングライター。文化放送においては料理研究家としても活躍している。秋田県横手市（旧・平鹿郡山内村）出身。

## 来歴
山内村立山内小学校卒業。山内村立山内中学校に入学。中学では生徒会長を務めた。学園祭では友人らとGLAYのコピーバンドを組みステージで演奏した。聴衆の前で披露する音楽（ライブ）の楽しさを知ったという。
中学卒業後、湯沢商工高等学校商業科に進学。映画好きであり、洋画を字幕なしで鑑賞出来る語学力が欲しいと考え特に英語の勉強に励み、札幌学院大学人文学部英語英米文学科に入学。大学入学後、狸小路でストリートライブを始め、ライブハウスにも出演するようになる。4年生の時に札幌市内の映画館でアルバイトを始める。卒業後も2年間映画館に勤務し、マネージャー業務を任され、就職の打診もあったという。2007年に同市内のライブハウスで、芸能事務所アミューズの担当者にスカウトされる。2008年に上京、同社に所属。2010年7月21日にワーナーミュージック・ジャパンより『素晴らしき日常』でメジャーデビュー。
2011年2月26日、アメリカのニューヨーク中心部でストリートライブを行い、Ustreamで全世界に配信。これに先立ち、同月17日付ニューヨーク・タイムズ紙にと「福笑い」の歌詞の一節を英訳した意見広告を掲載する。同紙に意見広告を掲載したのは日本人ではオノ・ヨーコ以来2人目である。
2013年11月24日、初の日本武道館公演を行った。2014年11月1日、ファンクラブ「U are not alone」を発足。2015年4月4日、ニッポン放送にて『オールナイトニッポンサタデースペシャル 大倉くんと高橋くん』がスタート。2020年3月28日までの5年間、大倉忠義（関ジャニ∞、現・SUPER EIGHT）とともにパーソナリティーを務めた。
2015年7月22日、メジャーデビュー5周年を記念した初のベストアルバム『高橋優 BEST 2009-2015 『笑う約束』』をリリース。7月25日、デビュー5周年とベストアルバムの発売を記念したフリーイベント「秋田で笑う約束」の開催に伴い『あきた音楽大使』に任命された。2016年9月3日・4日、「音楽で秋田を盛り上げたい」という思いから自身主催の秋田CARAVAN MUSIC FESを横手市にて開催。毎年開催地を変え、秋田県内の全市を回ることが夢であり目標である。
2020年6月30日、アミューズとの専属契約満了後、山口雄一が設立した芸能事務所リントゥに移籍。8月1日、オフィシャルファンクラブ「U are not alone」をリニューアルオープン。2021年5月、公式「Instagram」を開設。2022年4月4日、文化放送の新番組『おとなりさん』火曜日パーソナリティを担当。また、番組のテーマソングも制作。2023年12月26日、40歳迎え、その節目を記念して「TikTok」を開設。

## 人物
父は民謡歌手で、7歳差と10歳差の姉がいる。
大好物は馬刺しとスイカせり鍋。スイカに至っては、腹部から水分の音がする程食べ過ぎてしまうので、カットされて少量パックで販売されている物を買うように心がけている。

## エピソード
2012年10月12日から12月12日にかけて行われた「高橋優・秋の全国ツアー 〜高橋は雨男?晴れ男?はっきりさせようじゃないか2012」の全16公演中の天気は、晴れ・9日 / 曇り・5日 / 雨・2日となり、自身が晴れ男であることを宣言した。
2019年6月に人間ドックを受けた際、身長が1cm伸びていたこと（173cm→174cm）を自身のTwitterにて報告した。その後、2022年3月11日に出演したミュージックステーションのMステカメラにて、更に5mm伸び、174.5cmになっていたことを公表した。

## 使用楽器

### ギター
- マーティン・GPCPA1：主にMVやテレビ出演のときに使用している。プロデューサー箭内道彦よりプレゼントされた[23]。
- ギブソン・ダヴ：デビュー前に東京に来てから2008年頃に購入したもの。MVで使用することもあるがライブでの使用頻度が高い。最近は高橋優用のダブ制作しメディアやライブの場ではクロ色仕様のダブが使用率が多い。
- ギブソン・CF100：2013年購入。ヴィンテージでピックアップはついていない。
- fender・telecaster
- fender・jazzmaster
- takamine
- GRETSCH G6120DS Nashville
- Gibson J-45
- Gibson Dove 高橋優シグネクチャーモデル：2020年 - 。シグネクチャーモデルとして1台のみ生産はGibsonでは初めて。

## ディスコグラフィ

### インディーズ
シングル
|     | 発売日        | タイトル     | 収録アルバム             |
| --- | ------------- | ------------ | ------------------------ |
| 1st | 2009年5月13日 | こどものうた | 僕らの平成ロックンロール |

アルバム
|     | 発売日        | タイトル                 | 最高位 |
| --- | ------------- | ------------------------ | ------ |
| 1st | 2002年2月     | Sepia                    |        |
| 2nd | 2007年5月16日 | 無言の暴力               |        |
| 3rd | 2008年        | 胡坐〜agura〜            |        |
| 4th | 2009年7月8日  | 僕らの平成ロックンロール | 242位  |

### メジャー

#### CDシングル
|      | 発売日         | タイトル                              | 規格品番                                                                                        | 最高位 | 収録アルバム                         |
| ---- | -------------- | ------------------------------------- | ----------------------------------------------------------------------------------------------- | ------ | ------------------------------------ |
| 1st  | 2010年7月21日  | 素晴らしき日常                        | WPCL-10828                                                                                      | 57位   | リアルタイム・シンガーソングライター |
| 2nd  | 2010年11月10日 | ほんとのきもち                        | WPCL-10878                                                                                      | 24位   | リアルタイム・シンガーソングライター |
| 3rd  | 2011年2月23日  | 福笑い/現実という名の怪物と戦う者たち | WPZL-30261/2（初回限定盤） WPCL-10895（通常盤）                                                 | 15位   | リアルタイム・シンガーソングライター |
| 4th  | 2011年6月29日  | 誰がために鐘は鳴る                    | WPCL-10979（初回限定盤） WPCL-10971（通常盤）                                                   | 20位   | この声                               |
| 5th  | 2011年10月26日 | 誰もいない台所                        | WPZL-30327/8（初回限定盤） WPCL-11000（通常盤）                                                 | 14位   | この声                               |
| 6th  | 2012年1月18日  | 卒業                                  | WPZL-30345/6（初回限定盤） WPCL-11022（通常盤）                                                 | 9位    | この声                               |
| 7th  | 2012年8月8日   | 陽はまた昇る                          | WPZL-30423（初回限定盤） WPZL-11181（通常盤）                                                   | 18位   | BREAK MY SILENCE                     |
| 8th  | 2013年4月10日  | (Where's)THE SILENT MAJORITY?         | WPCL-11357                                                                                      | 12位   | BREAK MY SILENCE                     |
| 9th  | 2013年5月15日  | 同じ空の下                            | WPZL-30598/9（初回限定盤） WPCL-11419（通常盤）                                                 | 15位   | BREAK MY SILENCE                     |
| 10th | 2014年3月12日  | パイオニア/旅人                       | WPCL-11746（初回限定盤） WPCL-11707（通常盤）                                                   | 12位   | 今、そこにある明滅と群生             |
| 11th | 2014年5月28日  | 太陽と花                              | WPZL-30856（初回限定盤） WPCL-11851（通常盤）                                                   | 12位   | 今、そこにある明滅と群生             |
| 12th | 2015年6月10日  | 明日はきっといい日になる              | WPZL-30977/8（初回限定盤） WPCL-12035（通常盤）                                                 | 12位   | 来し方行く末                         |
| 13th | 2016年3月9日   | さくらのうた                          | WPZL-31114/5（期間生産限定盤） WPCL-12257（通常盤）                                             | 6位    | 来し方行く末                         |
| 14th | 2016年6月22日  | 産まれた理由                          | WPZL-31193（期間生産限定盤） WPCL-12386（通常盤）                                               | 9位    | 来し方行く末                         |
| 15th | 2016年8月31日  | 光の破片                              | WPZL-31208（期間生産限定盤） WPCL-12418（通常盤）                                               | 13位   | 来し方行く末                         |
| 16th | 2017年4月12日  | ロードムービー                        | WPZL-31280/1（期間生産限定盤） WPCL-12608（クレヨンしんちゃん盤） WPCL-12609（通常盤）          | 9位    | STARTING OVER                        |
| 17th | 2017年7月26日  | 虹/シンプル                           | WPZL-31329/30（期間生産限定盤） WPCL-12689（通常盤） WPCL-12742（秋田CARAVAN MUSIC FES 2017盤） | 6位    | STARTING OVER                        |
| 18th | 2017年11月22日 | ルポルタージュ                        | WPZL-31401（期間生産限定盤） WPCL-12806（通常盤）                                               | 6位    | STARTING OVER                        |
| 19th | 2018年5月30日  | プライド                              | WPZL-31468（期間生産限定盤） WPCL-12881（通常盤） WPCL-12882（秋田CARAVAN MUSIC FES 2018盤）    | 7位    | STARTING OVER                        |
| 20th | 2018年9月19日  | ありがとう                            | WPZL-31504（期間生産限定盤） WPCL-12927（通常盤）                                               | 9位    | STARTING OVER                        |

#### 配信限定シングル
|      | 配信日         | タイトル     | 収録アルバム                         |
| ---- | -------------- | ------------ | ------------------------------------ |
| 1st  | 2011年4月3日   | 少年であれ   | リアルタイム・シンガーソングライター |
| 2nd  | 2020年7月22日  | one stroke   | PERSONALITY                          |
| 3rd  | 2020年8月21日  | room         | PERSONALITY                          |
| 4th  | 2020年9月21日  | 自由が丘     | PERSONALITY                          |
| 5th  | 2021年4月16日  | ever since   | ReLOVE & RePEACE                     |
| 6th  | 2021年9月17日  | Piece        | ReLOVE & RePEACE                     |
| 7th  | 2022年2月25日  | HIGH FIVE    | ReLOVE & RePEACE                     |
| 8th  | 2022年9月21日  | 勿忘草       | ReLOVE & RePEACE                     |
| 9th  | 2023年6月13日  | spotlight    | HAPPY                                |
| 10th | 2023年10月25日 | 雪月風花     | HAPPY                                |
| 11th | 2024年3月6日   | キセキ       | HAPPY                                |
| 12th | 2024年9月11日  | 現下の喝采   | HAPPY                                |
| 13th | 2025年7月21日  | エンドロール |                                      |

#### オリジナルアルバム
|     | 発売日         | タイトル                             | 規格品番                                                                                                 | 最高位 |
| --- | -------------- | ------------------------------------ | --- | ------ |
| 1st | 2011年4月20日  | リアルタイム・シンガーソングライター | WPZL-30267/8（初回限定盤） WPCL-10938（通常盤）                                                          | 8位    |
| 2nd | 2012年3月14日  | この声                               | WPZL-30360/1（初回限定盤） WPCL-11049（通常盤）                                                          | 9位    |
| 3rd | 2013年7月10日  | BREAK MY SILENCE                     | WPCL-11519（初回限定盤） WPCL-11521（通常盤）                                                            | 9位    |
| 4th | 2014年8月6日   | 今、そこにある明滅と群生             | WPZL-30896（初回限定盤） WPCL-11944（通常盤）                                                            | 6位    |
| 5th | 2016年11月16日 | 来し方行く末                         | WPZL-31246/7（期間生産限定盤） WPZL-31248/9（ファンクラブ限定盤） WPCL-12461（通常盤）                   | 4位    |
| 6th | 2018年10月24日 | STARTING OVER                        | WPZL-31518（期間生産限定盤） WPCL-12940（通常盤） WPCL-12941（数量生産限定盤）                           | 2位    |
| 7th | 2020年10月21日 | PERSONALITY                          | WPCL-13242/3（期間生産限定盤A） WPZL-31777/8（期間生産限定盤B） WPCL-13241（通常盤）                     | 6位    |
| 8th | 2022年10月5日  | ReLOVE & RePEACE                     | WPZL-32006/7（初回限定盤A） WPZL-32008/9（初回限定盤B） WPZL-32010/1（初回限定盤C） WPCL-13405（通常盤） | 2位    |
| 9th | 2025年1月22日  | HAPPY                                | WPZL-32172/4（初回限定盤A） WPZL-32008/9（初回限定盤B） WPZL-32177/8（初回限定盤C） WPCL-13617（通常盤） | 7位    |

#### ベスト・アルバム
|     | 発売日         | タイトル                                 | 規格品番 | 最高位 |
| --- | -------------- | ---------------------------------------- | --- | ------ |
| 1st | 2015年7月22日  | 高橋優 BEST 2009-2015 『笑う約束』       | WPZL-31042・44（5周年記念「おはよう高橋くん」（目覚まし時計）付豪華限定盤） WPZL-31039・41（初回限定盤） WPCL-12155・56（通常盤） | 3位    |
| 2nd | 2025年12月10日 | 高橋優 15th ANNIVERSARY BEST「自由悟然」 | WPZL-60070・74・78・82（ファンクラブ限定グッズセット） WPZL-32233・37・41・45（初回限定盤） WPCL-13714（通常盤）                  |        |

#### ミニアルバム
| 発売日         | タイトル                  | 規格品番                                        | 最高位 |
| -------------- | ------------------------- | ----------------------------------------------- | ------ |
| 2012年12月26日 | 僕らの平成ロックンロール② | WPZL-30492/3（初回限定盤） WPCL-11273（通常盤） | 13位   |

#### 参加楽曲
| 発売日         | タイトル                       | 参加アーティスト     |
| -------------- | ------------------------------ | -------------------- |
| 2011年5月25日  | Let's try again                | チーム・アミューズ!! |
| 2011年8月1日   | 予定 〜秋田に帰ったら〜        | 高橋優とナンバーザ   |
| 2019年8月14日  | 僕は君を問わない (with 高橋優) | HIROBA               |
| 2019年8月14日  | 凪 (with 高橋優)               | HIROBA               |
| 2023年3月22日  | 天邪アウトロー feat.高橋優     | 平畑徹也             |
| 2023年10月25日 | 精霊流し                       | さだまさし           |

## タイアップ
| 楽曲                                       | タイアップ                                                                                   |
| ------------------------------------------ | -------------------------------------------------------------------------------------------- |
| 素晴らしき日常                             | TBS系『あらびき団』エンディングテーマ曲                                                      |
| ほんとのきもち                             | 日本テレビ系ドラマ『Q10』主題歌                                                              |
| 福笑い                                     | 東京メトロ「TOKYO HEART」CM ソング                                                           |
| 福笑い                                     | テレビ東京「地球VOCE」テーマソング                                                           |
| 福笑い                                     | 築地銀だこ20周年記念CMソング                                                                 |
| 現実という名の怪物と戦う者たち             | NHK教育テレビアニメ『バクマン。』エンディングテーマ                                          |
| 少年であれ                                 | CBC・TBS系『ホンネ日和』エンディングテーマ                                                   |
| 虹と記念日                                 | テレビ大阪・テレビ東京系『キレイの台所』エンディングテーマ                                   |
| 誰がために鐘は鳴る                         | NHKドラマ10「下流の宴」主題歌                                                                |
| 花のように                                 | 首都医校・大阪医専・名古屋医専CM ソング                                                      |
| 牛乳                                       | TBSテレビ超早朝子ども番組「ミルクチャポン」エンディングテーマ                                |
| 誰もいない台所                             | CBC・TBS系『ホンネ日和』エンディングテーマ                                                   |
| 卒業                                       | TBS系『CDTV』2012年1月度オープニングテーマ曲                                                 |
| 卒業                                       | 沿線スマイルプロジェクトSLに手を振ろう!!キャンペーンソング                                   |
| 蓋                                         | PF-FLYERS 2012年「ON:OFF」キャンペーンタイアップソング                                       |
| 絶頂は今                                   | TBS系ボクシング中継テーマ曲                                                                  |
| セピア                                     | 読売テレビ・日本テレビ系ドラマ『たぶらかし-代行女優業・マキ-』主題歌                         |
| 陽はまた昇る                               | ショウゲート配給映画『桐島、部活やめるってよ』主題歌                                         |
| 夜明けを待っている                         | TBS系『ニンゲン観察バラエティ モニタリング』エンディングテーマ曲                             |
| 今、君に会いに行く                         | ガリバー「WOWプロジェクト」CMソング                                                          |
| 昨日の涙と、今日のハミング                 | NHK Eテレ「青春リアル ファイナルシーズン」挿入歌                                             |
| 微笑みのリズム                             | 広島テレビ放送開局50周年「Piece for Peace HIROSHIMA」キャンペーンソング                      |
| (Where's)THE SILENT MAJORITY?              | テレビ東京系【ドラマ24】「みんな!エスパーだよ!」オープニングテーマ                           |
| 同じ空の下                                 | NHK総合「仕事ハッケン伝」テーマソング                                                        |
| パイオニア                                 | 日本テレビ系「フットンダ」2014年3月度エンディングテーマ                                      |
| 旅人                                       | ファントム・フィルム配給映画「東京難民」主題歌                                               |
| 太陽と花                                   | TBS系ドラマ『アリスの棘』主題歌                                                              |
| おやすみ                                   | WOWOWドラマ『変身』主題歌                                                                    |
| 同じ日々の繰り返し                         | 秋田県産あきたこまちデビュー30周年CMソング                                                   |
| ヤキモチ                                   | MBS制作『深夜食堂3』の主題歌                                                                 |
| 明日への星                                 | センチュリー21・ジャパン 30周年感謝編・企業メッセージ編CMソング                              |
| オモクリ監督 〜9時過ぎの憂鬱を蹴飛ばして〜 | フジテレビジョン『オモクリ監督 〜O-Creator's TV show〜』のテーマ曲。                         |
| 今を駆け抜けて                             | 北海道アルバイト情報社・求人情報メディア「アルキタ」CMソング                                 |
| 未だ見ぬ星座                               | 横浜DeNAベイスターズ公式ドキュメンタリー『ダグアウトの向こう -今を生きるということ。』主題歌 |
| 明日はきっといい日になる                   | ダイハツ工業「キャスト」 CMソング（高橋本人も秋田編CMに出演）                                |
| 明日はきっといい日になる                   | JR東日本・秋田駅発車メロディ                                                                 |
| 明日はきっといい日になる                   | 秋田県庁・県政テレビ広報番組「あきたびじょんNEXT」テーマソング                               |
| 明日はきっといい日になる                   | サンスター「G・U・M」CMソング                                                                |
| おかえり                                   | 東海テレビ放送制作・フジテレビ系「明日もきっと、おいしいご飯〜銀のスプーン〜」主題歌         |
| クラクション                               | TBS系ドラマ『悪党たちは千里を走る』主題歌                                                    |
| WEEKEND JOURNEY                            | テレビ東京系ドラマ『昼のセント酒』主題歌                                                     |
| 光の破片                                   | テレビアニメ『orange』オープニングテーマ                                                     |
| 悲しみのない場所                           | JA全農あきた「あきたこまち」CMソング                                                         |
| ロードムービー                             | 映画『クレヨンしんちゃん 襲来!!宇宙人シリリ』主題歌                                          |
| 虹                                         | 2017ABC夏の高校野球応援ソング /テレビ朝日系「熱闘甲子園」テーマソング                        |
| シンプル                                   | 花王 ビオレ「スキンケア洗顔料」「うるおいジェリー」CMソング                                  |
| 白米の味                                   | JA全農あきた「あきたこまち」CMソング                                                         |
| ルポルタージュ                             | テレビ朝日系 土曜ナイトドラマ『オトナ高校』主題歌                                            |
| 羅針盤                                     | 「アクサ」CMソング                                                                           |
| プライド                                   | NHK Eテレ『メジャーセカンド』エンディングテーマ                                              |
| プライド                                   | 映画「侍の名のもとに 〜野球日本代表侍ジャパンの800日〜」主題歌                               |
| 僕の幸せ                                   | 「ガラスの地球を救え！」プロジェクトテーマソング                                             |
| ありがとう                                 | 映画『パパはわるものチャンピオン』主題歌                                                     |
| aquarium                                   | 東海テレビ・フジテレビ系ドラマ『結婚相手は抽選で』主題歌                                     |
| 若気の至り                                 | 映画『まく子』主題歌                                                                         |
| アスファルトのワニ                         | NHK『発達障害キャンペーン』イメージソング                                                    |
| ever since                                 | テレビ東京系【ドラマ24】『生きるとか死ぬとか父親とか』主題歌                                 |
| piece                                      | 「JICA海外協力隊」CMソング                                                                   |
| HIGH FIVE                                  | NHK BS１スペシャル「侍たちの栄光 〜野球日本代表 金メダルへの8か月〜」テーマソング            |
| 勿忘草                                     | テレビ朝日「お願い！ランキング presents そだてれび」9月度エンディングテーマソング            |
| ピーナッツ                                 | 文化放送「おとなりさん」テーマソング                                                         |
| spotlight                                  | NHK総合 夜ドラ『褒めるひと褒められるひと』主題歌                                             |
| キセキ                                     | TBS系『news23』エンディングテーマ                                                            |
| 雪月風花                                   | NHK Eテレアニメ『ドッグシグナル』オープニングテーマ                                          |
| オープンワールド                           | 秋田朝日放送『サタナビっ!』テーマソング                                                      |
| 現下の喝采                                 | 日本テレビ系『Oha!4 NEWS LIVE』テーマソング                                                  |
| BRAVE TRAIN                                | 秋田県冬の大型観光キャンペーン「誰と行く？冬の秋田」テーマソング                             |
| リアルタイムシンガーソングライター         | あきたこまち40周年記念CMソング                                                               |
| 青春の向こう側                             | 映画「結束、その先へ～侍たちの苦悩と希望～」主題歌                                           |

## ミュージックビデオ
| 監督             | 曲名 |
| ---------------- | --- |
| 大橋仁           | 「同じ空の下」 |
| 小川謙治         | 「ほんとのきもち from「高橋優LIVE TOUR 〜この声って誰？高橋優じゃなぁい？2012 at 渋谷公会堂2012.7.1」」「少年であれ (スペシャザワールド vol.1)(ONLY SSTV EDITION)」「誰がために鐘は鳴る 〜Live at LIQUIDROOM 2011.7.7」 |
| ショウダユキヒロ | 「（Where's）THE SILENT MAJORITY?」 |
| 瀬里義治         | 「旅人」 |
| 稗田倫広         | 「発明品」 |
| 箭内道彦         | 「こどものうた」「ほんとのきもち」「駱駝」「セピア」「ボーリング」「蓋」「気ままラブソング」「現実という名の怪物と戦う者たち」「少年であれ」「素晴らしき日常」「卒業」「誰がために鐘は鳴る」「誰もいない台所」「福笑い」「夜明けを待っている」「パイオニア」「ルポルタージュ」「room」「自由が丘」「ever since」「Piece」「HIGH FIVE」「one stroke」「勿忘草」「spotlight」「雪月風花」 |
| 吉田大八         | 「陽はまた昇る」 |
| 加藤マニ         | 「太陽と花」 |
| 高橋優           | 「明日はきっといい日になる」 |
| 是枝裕和         | 「さくらのうた」 |
| 池田晶紀         | 「福笑い（2015ver.）」「産まれた理由」 |
| 山口保幸         | 「光の破片」「ロードムービー」 |
| 中谷奈緒子       | 「プライド」 |
| 塩崎遵           | 「ありがとう」 |
| 脇坂侑希         | 「若気の至り」 |
| 不明             | 「CANDY」「牛乳」「太陽と花」「BEAUTIFUL」「虹」 |

## 楽曲提供
| 提供先           | 作品           | 備考                                                  |
| ---------------- | -------------- | ----------------------------------------------------- |
| 関ジャニ∞        | 象             | 作詞・作曲。 「来し方行く末」にセルフカバー版が収録。 |
| 大竹しのぶ       | キライナヒト   | 作詞・作曲。                                          |
| チームしゃちほこ | なくしもの     | 作詞・作曲。 「ありがとう」にセルフカバー版が収録。   |
| King & Prince    | 君を待ってる   | 作詞。                                                |
| 鈴村健一         | 明星           | 作曲。                                                |
| LiSA             | 拝啓、わたしへ | 作詞・作曲                                            |

## 主なライブ

### ツアー
- 高橋優 初の全国ライブツアー 〜唄う門にも福来たる2011
- 高橋優 2011秋の全国ツアー 〜誰がために唄う優
- 高橋優 全国ツアー 〜この声って誰?高橋優じゃなぁい?2012
- 高橋優 秋の全国ツアー 〜高橋は雨男?晴れ男?はっきりさせようじゃないか2012
- 高橋優 2013全国ライブハウス＆ホールツアー BREAK YOUR SILENCE・BREAK OUR SILENCE
- 高橋優 2013日本武道館 YOU CAN BREAK THE SILENCE IN BUDOKAN
- 高橋優 2014東北ライブハウス大作戦ツアー"一人旅"
- 高橋優 LIVE TOUR 2014-2015「今、そこにある明滅と群生」
- 高橋優 オフィシャルファンクラブ“U are not alone”会員限定 弾き語りLIVE TOUR「胡坐」
- 高橋優 5th ANNIVERSARY LIVE TOUR「笑う約束」
- 高橋優 全国ホール&アリーナツアー「来し方行く末」
- 高橋優 全国LIVE TOUR 2017-2018「ROAD MOVIE」
- 高橋優 LIVE TOUR 2018-2019「STARTING OVER」
- 高橋優 LIVE TOUR 2019-2020「free style stroke」
- 高橋優 10周年初の弾き語りツアー「ONE STROKE SHOW 2021 〜NICE TO MEET U〜」
- 高橋優 LIVE TOUR 2021-2022「THIS IS MY PERSONALITY」
- 高橋優 10th Anniversary Special 2Days 「弾き語り武道館 〜黒橋優と白橋優〜」
- 高橋優 LIVE TOUR 2022-2023 「ReLOVE & RePEACE 〜ReUNION 前編〜」
- 高橋優 LIVE TOUR 2022-2023 「ReLOVE & RePEACE 〜ReUNION 後編〜」
- 高橋優 初の47都道府県弾き語りツアー2023-2024 「ONE STROKE SHOW 〜一顰一笑」
- 高橋優 LIVE TOUR 2025 「ARE YOU HAPPY？」
- 高橋優 15th ANNIVERSARY SPECIAL LIVE IN AKITA「～弾き語り続ける人間展2025～」

### 出演イベント
2007年
- 09月22日 - オトキタ Vol.3@EDiT

2009年
- 07月19日 - ap bank fes '09
- 10月24日 - OGA NAMAHAGE ROCK FESTIVAL VOL.0.99

2010年
- 07月24日 - OGA NAMAHAGE ROCK FESTIVAL VOL.1
- 09月20日 - 207万人の天才。風とロックCAMP 改メ風とロック芋煮会 IN 箭ROCK沼
- 11月06日 - スペシャ ザ ワールド vol.1 〜SLS15th×列伝10th〜
- 12月30日 - FM802 ROCK FESTIVAL RADIO CRAZY 2010

2011年
- 04月27日 - めざましライブエイド in TOKYO
- 05月03日 - JAPAN JAM 2011(OVERGROUND ACOUSTIC UNDERGROUNDのセッション・ゲスト)
- 05月13日 - J-WAVE LIVE SPRING 〜Heart to Heart〜
- 05月14日 - 東日本大震災支援チャリティーコンサート What a Wonderful World in KANSAI
- 07月20日 - お台場合衆国2011〜ぼくらがNIPPON応援団!〜めざましライブ2011
- 07月23日 - JOIN ALIVE 2011
- 07月30日 - OGA NAMAHAGE ROCK FESTIVAL VOL.2
- 08月06日 - ROCK IN JAPAN FESTIVAL 2011
- 08月13日 - RISING SUN ROCK FESTIVAL 2011 in EZO
- 08月19日 - J-WAVE LIVE 2000+11
- 08月25日 - SPITZ 2011 SUMMER 新木場サンセット 2011
- 08月28日 - SPACE SHOWER SWEET LOVE SHOWER 2011
- 09月14日 - LIVE福島 風とロックSUPER野馬追
- 09月16日 - 19日 - LIVE福島 風とロックSUPER野馬追
- 12月28日 - COUNTDOWN JAPAN 11/12

2012年
- 03月01日 - McDonald's TOKIO HOT 100 LIVE 〜Heart To Heart〜
- 03月17日 - MUSIC CUBE 12
- 03月18日 - GO!FES 2012
- 07月15日 - Coca・Cola presents UMK SEAGAIA JamNight 2012
- 08月05日 - ROCK IN JAPAN FESTIVAL 2012
- 08月07日 - めざましライブ 2012
- 08月13日 - J-WAVE LIVE 813+ac
- 08月19日 - RADIO BERRY ベリテンライブ2012 〜10th Anniversary Premium Show〜
- 09月01日 - SPACE SHOWER SWEET LOVE SHOWER 2012
- 09月16日 - 若草山 MUSIC FESTIVAL 2012
- 09月22日 - 京都音楽博覧会2012
- 09月23日 - New Acoustic Camp 2012
- 12月01日 - Act Against AIDS 2012 「THE VARIETY 20」
- 12月22日・23日 - 風とロック LIVE福島 CARAVAN日本 〜Merry X'mas to ふくしま〜
- 12月24日 - unBORDE X'mas PARTY
- 12月29日 - COUNTDOWN JAPAN 12/13

2013年
- 01月20日 - 風とロック LIVE福島 CARAVAN日本 〜おきなわはもう桜まつり〜
- 02月03日 - 風とロック LIVE福島 CARAVAN日本 〜さっぽろ雪まつり直前Special〜
- 02月17日 - LIVE SDD 2013
- 04月06日 - 風とロック東京 LIVE福島 CARAVAN日本
- 04月07日 - 風とロック神戸 LIVE福島 CARAVAN日本 〜そして神戸で出会いましょう〜
- 05月06日 - 風とロック広島 LIVE福島 CARAVAN日本
- 07月13日・14日 - Amuse 35th Anniversary BBQ inつま恋 〜僕らのビートを喰らえコラ!〜
- 08月03日 - ROCK IN JAPAN FESTIVAL 2013
- 09月16日 - FM FUKUI BEAT PHOENIX 2013
- 09月22日 - LIVE福島 CARAVAN日本 風とロック芋煮会2013
- 10月03日 - めざまし LIVE ISLAND TOUR 2013 in 札幌
- 12月01日 - Act Against AIDS 2013 THE VARIETY 21
- 12月23日 - unBORDE Xmas PARTY 2013
- 12月28日 - COUNTDOWN JAPAN 13/14

2014年
- 03月26日 - JCN × SPACE SHOWER TV "LIVE FOR NEW LIFE" 高橋優
- 04月11日 - Perfume FES!!2014
- 05月04日 - VIVA LA ROCK
- 05月14日 - 5th Anniversary 阿部真央らいぶ"お力添え、願います。"ツアー2014
- 06月01日 - FM802 25th ANNIVERSARY 802GO!SPECIAL LIVE RADIO MAGIC
- 07月19日 - Amuse Fes 2014 BBQ inつま恋 〜僕らのビートを喰らえコラ!〜
- 07月20日 - JOIN ALIVE 2014
- 08月03日 - ROCK IN JAPAN FESTIVAL 2014
- 08月30日 - J-WAVE LIVE 2000+14
- 08月31日 - SPACE SHOWER SWEET LOVE SHOWER 2014
- 09月28日 - 風とロック芋煮会2014

2015年
- 04月05日 - プロ野球公式戦 DeNA×ヤクルト 試合前ミニライブ（横浜スタジアム）
- 07月25日 - 高橋優デビュー5周年ベストアルバム発売記念祭「秋田で笑う約束」（フリー/ミニライブ。秋田市 エリアなかいちの『なかいち祭』内でのイベント）

2016年
- 09月03日・4日 - 秋田CARAVAN MUSIC FES 2016 秋田県横手市・グリーンスタジアムよこて

2017年
- 06月04日 - Amuse Fes in MAKUHARI 2017 -rediscover-（幕張メッセ）
- 09月02日・3日 - 秋田CARAVAN MUSIC FES 2017 秋田県由利本荘市・鳥海高原 花立牧場公園 花立グラウンド
- 10月29日 - テレビ朝日ドリームフェスティバル2017

2018年
- 09月01日・2日 - 秋田CARAVAN MUSIC FES 2018 秋田県仙北市・田沢湖生保内公園野球場

2019年
- 09月14日・15日 - 秋田CARAVAN MUSIC FES 2019 秋田県大仙市・サン・スポーツランド協和野球場[32]

2022年
- 05月28日 - FM802 MEET THE WORLD BEAT 2022 大阪府・万博記念公園自然文化園もみじ川芝生広場
- 06月03日 - 日比谷音楽祭2022 「Friday Night Acoustic」 東京都千代田区・日比谷公園大音楽堂
- 06月11日 - flumpool初の対バンツアー flumpool Special 対バン Tour 2022「Layered Music」
- 07月23日 - FUNDAY PARK FESTVAL 2022 静岡県浜松市・渚園
- 08月28日 - SWEETLOVESHOWER2022 山梨県・山中湖交流プラザきらら
- 09月10日・11日 - 風とロック芋煮会 2022 風とロック イモニー号 福島県白河市・しらさかの森スポーツ公園
- 09月17日・18日 - 秋田CARAVAN MUSIC FES 2022 秋田県北秋田市・大館能代空港周辺ふれあい緑地[33]
- 10月15日 - THE TRAD ✕ ギター・マガジン 渋谷音楽祭TALK＆SESSIONS」
- 10月29日・30日 - 四星球20周年企画 ＆アスティとくしま開館 30 周年記念プレイベント 四星球「徳島ジッターバグ」
- 11月06日 - Saucy　Dog対バンツアー2022 "SUNNY BOX"仙台公演 仙台GIGS 宮城県仙台市
- 12月25日 - FM802 ROCK FESTVAL RADIO CRAZY 2022 大阪府 大阪市・インテックス大阪

2023年
- 03月09日 - わっかフェス 主催者 秋田県秋田市・あきた芸術劇場ミルハス（高橋優はゲスト出演）
- 09月09日・10日 - 風とロック芋煮会2023 風とロックイモニーパーク 福島県白河市・しらさかの森スポーツ公園
- 09月16日・17日 - 秋田CARAVAN MUSIC FES 2023 秋田県潟上市・元木山公園
- 10月21日 -  chillin' Vibes 2023  (チリンヴァイブス2023) 大阪万博記念公園・もみじ川芝生広場より
- 10月28日 - メガネの会〜アゴギな3人のアゴギな夜〜

2024年
- 09月21日・22日 - 秋田CARAVAN MUSIC FES 2024 秋田県能代市・二ツ井中央公園

2025年
- ７月19日 ·20日 JOIN ALIVE 2025

高橋優は７月20日のみ出演

### その他
- 即興曲新春開店ロックンロール食堂（2011年1月1日 in 渋谷スペイン坂公開生放送）

1. 二日酔い
2. 別れ
3. 福笑い〜answer song version〜

## 出演

### テレビ
- ローカリズム♪（2015年12月14日 - 、スペースシャワーTV） - MC
- めざましテレビ（2018年10月、フジテレビ） - 2018年10月度マンスリーエンタメプレゼンター

### ラジオ
- ロックの学園「高橋優の進路相談室」（ 2010年10月2日 - 2012年3月31日、TOKYO FMを除く全国FM放送協議会系）
- 高橋優のオールナイトニッポンR（2011年2月18日・4月22日・5月13日・7月1日・8月5日・10月28日・12月30日、2012年1月27日、ニッポン放送）
- オールナイトニッポン ぶっとおしライブ LIVE FOR ONAIR（2011年9月23日、ニッポン放送）
- TOKYO REAL-EYES「SPEAK OUT!」（2011年10月7日 - 2012年3月31日、J-WAVE） - ナビゲーター
- 高橋優の素晴らしきラジオ（2010年7月25日・11月7日、2011年2月21日・4月17日・10月23日、2012年3月10日、朝日放送）
- 箭内優（2013年1月3日 - 2014年3月27日、ABSラジオ） ※休止中
- 高橋優のリアラジ（2012年4月1日 - 、JFN系列）
- オールナイトニッポンサタデースペシャル 大倉くんと高橋くん（2015年4月4日 - 2020年3月28日、ニッポン放送ほかNRN系列）
- 高橋優 THANK YOU FOR THE MUSIC（2020年4月19日・5月31日・6月7日・8月16日・9月6日・11月8日・12月13日、ニッポン放送）
- おとなりさん（2022年4月5日 - 2024年3月26日、文化放送） - 火曜日パーソナリティ
- HEART TO HEART（2023年4月 - 2024年3月10日、J-WAVE、毎週第3日曜日） - ナビゲーター ※東日本大震災をきっかけに福島の復興見届けるドキュメント番組

### テレビドラマ
- 釣りバカ日誌〜新入社員 浜崎伝助〜 第3話（2015年11月6日、テレビ東京） - 鈴木一之助の若かりし頃の友人 役[34]
- オトナ高校 第6話（2017年11月25日、テレビ朝日） - 警備員 役

### 映画
- 茅ヶ崎物語 〜MY LITTLE HOMETOWN〜（2017年、ライブ・ビューイング・ジャパン）
- honey（2018年3月31日公開、東映 / ショウゲート） - 小暮宗介 役[35]

### 広告
- 北海道アルバイト情報社「アルキタ」（2015年2月2日 - 2016年1月29日、北海道エリアのみ）
- ダイハツ・キャスト（2015年11月 - ）[36] - 先輩役
- サントリー「ほろよい」『夏はほろ友と』編（2019年7月8日 - ） - 佐藤健のほろ友として出演（ツアーバンドメンバーの平畑徹也、池窪浩一、小島タケヒロも出演）[37]
- はごろもフーズ 「シーチキン」『シーチキン食堂in風とロック芋煮会』（2019年12月2日 - ） - シーチキン兄弟の一員として漁師姿で出演[38]

### 連載
- B-PASS 「その校訓を蹴っ飛ばせ!」（シンコーミュージック・エンタテイメント）
- フリーペーパー music UP's「世界で一番読まれたい手紙」（ブレイブシップ）
- B-PASS ALL AREA Vol.22   2025年2月発売

表紙巻頭特集

### 楽譜
- ギター弾き語りmini 高橋優 「ほんとのきもち / 素晴らしき日常」（ヤマハミュージックメディア）
- オフィシャル・スコア 高橋優 ギター弾き語り（ドレミ楽譜出版社）

### オンデマンド番組・他
- 月刊 高橋優stream（Ustream 2011年10月26日 - 2012年3月20日）
- アベマショーゴ 〜キテる人フカボリSHOW（AbemaTV、2016年12月 - 2017年3月） - 水曜日レギュラーMC [39]※2017年3月22日よりJR東日本秋田駅の発車メロディに「明日はきっといい日になる」が使用されている。